# Эббот, Бенджамин
Бе́нджамин Э́ббот или, в дореволюционном написании, А́ббот (англ. Benjamin Abbot; 17 сентября 1762 года, Эндовер — 25 октября 1849 года, Эксетер) — американский педагог. В течение 50 лет был начальником академии Филлипса в Эксетере (Нью-Гэмпшир).
Заслужил славу первого педагога в Новой Англии. Обладал обширными знаниями классических языков, преподавал также математику. В числе его учеников было много будущих политиков: Дэниел Уэбстер, Эдуард Эверетт, Джордж Бэнкрофт (George Bancroft) и др.
В 1838 году оставил академию и последние годы жизни провёл в уединении.